# Kirsten Holst
Kirsten Johanne Holst Høybye född 18 mars 1936 i Lemvig, död 23 september 2008 i Vejle, var en dansk författare.
Holst är dotter till polismästare Palle Høybye och musikläraren Anne-Margrethe Thomsen och mor till författaren Hanne-Vibeke Holst.
Hon har skrivit barn- och ungdomsböcker och flera radio- och tv-pjäser men är mest känd för sina deckare.